# Bapalmuia
Bapalmuia is een geslacht van korstmossen behorend tot de familie Byssolomataceae.

## Soorten
Volgens Index Fungorum bevat het geslacht 24 soorten (peildatum december 2021):
| Soortnaam                | Auteur(s)                         | Publicatiejaar |
| ------------------------ | --------------------------------- | -------------- |
| Bapalmuia araracuarensis | Sipman & Lücking                  | 2008           |
| Bapalmuia buchananii     | (Stirt.) Kalb & Lücking           | 2000           |
| Bapalmuia cacaotica      | Kalb & Lücking                    | 2000           |
| Bapalmuia callichroa     | (Müll. Arg.) Kalb & Lücking       | 2000           |
| Bapalmuia confusa        | Kalb & Lücking                    | 2000           |
| Bapalmuia consanguinea   | (Müll. Arg.) Kalb & Lücking       | 2000           |
| Bapalmuia costaricensis  | Lücking & Kalb                    | 2000           |
| Bapalmuia halleana       | Sérus.                            | 2000           |
| Bapalmuia ivoriensis     | R. Sant. & Lücking                | 1999           |
| Bapalmuia juliae         | Kalb                              | 2008           |
| Bapalmuia lafayetteana   | (Vain.) Kalb & Lücking            | 2000           |
| Bapalmuia lineata        | Lücking & Kalb                    | 2000           |
| Bapalmuia marginalis     | (Vain.) Sérus.                    | 1993           |
| Bapalmuia microspora     | Kalb                              | 2020           |
| Bapalmuia napoensis      | Lücking                           | 2008           |
| Bapalmuia nigrescens     | (Müll. Arg.) M. Cáceres & Lücking | 2000           |
| Bapalmuia pallescens     | Lücking                           | 2008           |
| Bapalmuia palmularis     | (Müll. Arg.) Sérus.               | 1993           |
| Bapalmuia rotatilis      | P.M. McCarthy & Elix              | 2017           |
| Bapalmuia rubicunda      | (Müll. Arg.) Sérus.               | 1993           |
| Bapalmuia serusiauxiana  | Van den Broeck, Lücking & Ertz    | 2014           |
| Bapalmuia sorediata      | Kalb & Lücking                    | 2000           |
| Bapalmuia variratae      | Sérus.                            | 2000           |
| Bapalmuia verrucosa      | Sérus. & Lücking                  | 1998           |